# Burn in Silence
Burn In Silence fue una banda de metalcore originaria de Boston, Massachusetts, Estados Unidos, con la disquera Prosthetic Records. La Banda empezó con su primer EP Pure As Your First Day. La banda firmó contrato con Prosthetic Records en el 2005, y en el 2006 lanzaron el álbum Angel Maker. después de un extenso tour, la banda empezó a hacer su próximo disco.
En enero del 2008, Prosthetic Records anuncio en el blog de MySpace el término de la banda. El vocalista Chris Harrell agradeció a los fanes por apoyarlos y dijo que la página Myspace del grupo continuaría para ser actualizada por los fanes. No se dieron razones de porque la banda quebró.

## Miembros
- Chris Harrell - Vocalista
- Ben Schulkin - Teclado
- Jason Eick - Guitarra
- Gary O'Neil - Guitarra
- Andy Ilyinsky - Batería
- James Roseberry - Bajo

## Discografía
- Pure As Your First Day EP (2004) – Auto - Financiada
- Angel Maker (2006) – Prosthetic Records